# Atletica leggera ai Giochi della VII Olimpiade - 5000 metri piani

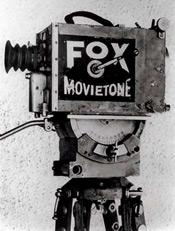
video della finale (durata: 1'00".)

La competizione dei 5000 metri piani di atletica leggera ai Giochi della VII Olimpiade si tenne i giorni 16 e 17 agosto 1920 allo Stadio Olimpico di Anversa.

## Risultati

### Turni eliminatori
| 4 Batterie | 16 agosto | 38 iscritti    | Si qualificano i primi 4. |
| Finale     | 17 agosto | 16 concorrenti |                           |

### Batterie
- (Tra parententesi i tempi stimati)

| Pos. | Atleta               | Nazione       | Tempo     |
| ---- | -------------------- | ------------- | --------- |
| 1    | Rudolf Falk          | Svezia        | 15'17"8   |
| 2    | Herbert Irwin        | Gran Bretagna | 15'17"8   |
| 3    | Teodor Koskenniemi   | Finlandia     | 15'22"0   |
| 4    | Clifford Furnas      | Stati Uniti   | 15'23"8   |
| 5    | Alfred Gaschen       | Svizzera      | (16'03"3) |
| 6    | Augusto Maccario     | Italia        | n/d       |
| 7    | Jean-Baptiste Manhès | Francia       | (16'07"8) |
| -    | Pierre Trullemans    | Belgio        | Ritirato  |
| -    | Panagiotis Retelas   | Grecia        | Rit.      |
| -    | Tommy Town           | Canada        | Rit.      |

| Pos. | Atleta                | Nazione       | Tempo   |
| ---- | --------------------- | ------------- | ------- |
| 1    | Joe Blewitt           | Gran Bretagna | 15'19"8 |
| 2    | Julien Van Campenhout | Belgio        | 15'22"6 |
| 3    | Horace Brown          | Stati Uniti   | 15'31"8 |
| 4    | Nils Bergström        | Svezia        | 15'39"4 |
| 5    | Lucien Duquesne       | Francia       | n/d     |
| 6    | Juan Muguerza         | Spagna        | n/d     |
| 7    | Konosuke Sano         | Giappone      | n/d     |
| -    | Artur Nielsen         | Danimarca     | Rit.    |
| -    | Teodoro Pons          | Spagna        | Rit.    |
| -    | Carlo Martinenghi     | Italia        | Rit.    |

| Pos. | Atleta            | Nazione        | Tempo   |
| ---- | ----------------- | -------------- | ------- |
| 1    | Carlo Speroni     | Italia         | 15'27"6 |
| 2    | Paavo Nurmi       | Finlandia      | 15'33"0 |
| 3    | William Seagrove  | Gran Bretagna  | 15'53"6 |
| 4    | Emanuel Lundström | Svezia         | 16'04"2 |
| 5    | Charles Hunter    | Stati Uniti    | n/d     |
| 6    | Alexandros Kranis | Grecia         | n/d     |
| 7    | François Vyncke   | Belgio         | n/d     |
| 8    | Karel Pacák       | Cecoslovacchia | n/d     |
| 9    | Abdel Ali Maghoub | Egitto         | n/d     |

| Pos. | Atleta               | Nazione       | Tempo   |
| ---- | -------------------- | ------------- | ------- |
| 1    | Joseph Guillemot     | Francia       | 15'33"0 |
| 2    | Eric Backman         | Svezia        | 15'34"0 |
| 3    | Ivan Dresser         | Stati Uniti   | 15'41"8 |
| 4    | Alfred Nichols       | Gran Bretagna | 15'54"0 |
| 5    | Ilmari Vesamaa       | Finlandia     | 15'54"4 |
| 6    | Tomeichi Oura        | Giappone      | n/d     |
| 7    | Jón Jónsen           | Danimarca     | n/d     |
| 8    | Henri Smets          | Belgio        | n/d     |
| 9    | Gerardus van der Wel | Paesi Bassi   | n/d     |

### Finale
Il favorito è il finlandese Nurmi, apparso nell'anno in corso sulla scena internazionale. Il campione finnico fa la gara sugli svedesi, in particolare Eric Backman e Runar Falk. Dopo tre giri Nurmi va in testa e produce la prima accelerazione, solo il francese Guillemot (campione nazionale sulla distanza) tiene il suo passo. A metà gara il francese è ancora incollato a Nurmi, il quale comincia a perdere mordente. All'ultimo giro si decide la gara: Guillemot, che aveva seguito Nurmi come un'ombra, lo passa ai 200 metri e si produce in un allungo. Il finlandese, non abituato a sprintare, cede di schianto ed arriva sul traguardo con un distacco di quasi cinque secondi.
È ufficializzato solo il tempo del primo classificato.
| Pos.    | Atleta                | Età | Nazione       | Tempo ufficiale | Tempo ufficioso |
| ------- | --------------------- | --- | ------------- | --------------- | --------------- |
| Oro     | Joseph Guillemot      | 21  | Francia       | 14'55"6         |                 |
| Argento | Paavo Nurmi           | 23  | Finlandia     |                 | 15'00"0         |
| Bronzo  | Eric Backman          | 24  | Svezia        |                 | 15'13"0         |
| 4       | Teodor Koskenniemi    | 33  | Finlandia     |                 | 15'17"0         |
| 5       | Joe Blewitt           | 25  | Gran Bretagna |                 | 15'19"0         |
| 6       | William Seagrove      | 22  | Gran Bretagna |                 | 15'21"0         |
| 7       | Carlo Speroni         | 25  | Italia        | n/d             | n/d             |
| 8       | Alfred Nichols        | 30  | Gran Bretagna | n/d             | n/d             |
| 9       | Julien Van Campenhout | 21  | Belgio        | n/d             | n/d             |
| 10      | Nils Bergström        | 22  | Svezia        | n/d             | n/d             |
| 11      | Rudolf Falk           | 22  | Svezia        | n/d             | n/d             |
| 12      | Herbert Irwin         | 26  | Gran Bretagna | n/d             | n/d             |
| 13      | Emanuel Lundström     | 24  | Svezia        | n/d             | n/d             |
| -       | Clifford Furnas       | 22  | Stati Uniti   | Ritirato        | Ritirato        |
| -       | Horace Brown          | 22  | Stati Uniti   | Rit.            | Rit.            |
| -       | Ivan Dresser          | 24  | Stati Uniti   | Rit.            | Rit.            |